# Vetus latina

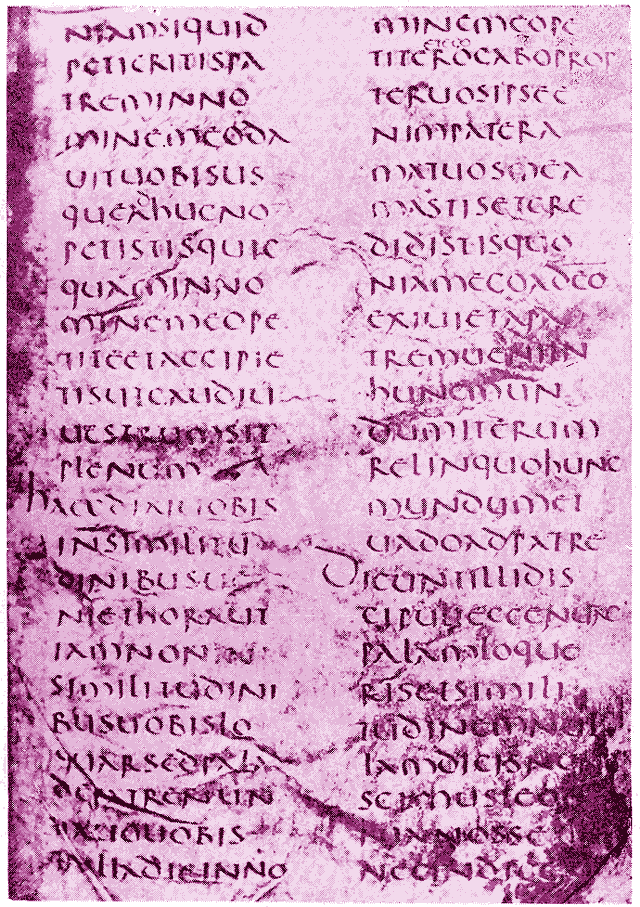
Strona z Kodeksu Vercellensis jako przykład Vestus latina (Ew. Jana 16:23-30)

Vetus Latina – zbiorcza nazwa grupy łacińskich przekładów Pisma Świętego, dokonanych przez wielu tłumaczy, którzy pracowali niezależnie od siebie, w różnych miejscach i czasach, powstałych przed opracowaniem przez Hieronima, na zlecenie papieża Damazego I, jednolitej wersji łacińskiej nazwanej Wulgatą. Przyczyną łacińskiego tłumaczenia Biblii był wzrost liczby chrześcijan posługujących się tym językiem, a nieznających greki, który wynikał z rozprzestrzeniania się chrześcijaństwa na zachód Imperium Rzymskiego, gdzie dominował język łaciński.
Vetus Latina nie stanowi jednego spójnego przekładu, lecz jest raczej całą kolekcją tekstów biblijnych przełożonych z greki na łacinę. Do czasów współczesnych nie zachował się żaden starożytny manuskrypt zawierający kompletne tłumaczenie Biblii na łacinę z czasów sprzed opracowania Wulgaty.

## Historia powstania i odmiany
Najstarszym dokumentem wzmiankującym istnienie łacińskiego przekładu Nowego Testamentu są spisane w 180 roku n.e. Akta męczenników ze Scillium (miasto to znajdowało się w Afryce Północnej). Vetus latina są znane głównie z cytatów w pismach łacińskich Ojców Kościoła.
Do Vetus Latina zaliczają się Afra, Itala i Hispana. Każda z tych grup przekładów nosi wyróżniające ją charakterystyczne cechy wynikające z mentalności i religijności kultur zamieszkujących każdy z tych regionów. Hispana to grupa przekładów, które powstały na Półwyspie Iberyjskim. Tertulian i Cyprian stosowali Afrę, której nazwa nawiązuje do tego, że świadectwa o tym przekładzie pochodzą z terenów Afryki. Augustyn cenił Italę, która jest przekładem późniejszym. Dzięki autorytetowi Augustyna tekst Itali cieszył się większym uznaniem.

## Rękopisy
Zachowała się nieliczna grupa około 90 rękopisów z tekstem starołacińskim Nowego Testamentu i mniej niż 400 rękopisów z tekstem Starego Testamentu. Nie pozwalają one jednak na skompilowanie tekstu pełnej Biblii, gdyż były to dzieła fragmentaryczne powstające głównie ze względu na potrzeby liturgiczne.
Dopiero z upływem czasu na podstawie pism liturgicznych skompletowano wszystkie, choć niejednolite w tłumaczeniu księgi Biblii. W Starym Testamencie przekłady starołacińskie opierały się na Septuagincie. Tekst Nowego Testamentu reprezentował zachodnią tradycję tekstualną. Tekst Nowego Testamentu przechował się głównie w rękopisach bilingwicznych (grecko-łacińskie, gocko-łacińskie).
W 1945 roku w opactwie św. Marcina w Beuron w Niemczech utworzono Vetus latina-Institut zajmujący się starołacińskimi przekładami Pisma Świętego.